# Anton Hansen Tammsaare
Anton Hansen Tammsaare (narozen jako Anton Hansen; 30. ledna 1878, Albu vald – 1. března 1940, Tallinn) byl estonský spisovatel, esejista a překladatel. Proslavil se především pentalogií Tõde ja õigus (překl.: Pravda a spravedlnost), která je jedním ze zásadních děl estonské literatury a popisuje estonský vývoj 19. a 20. století. Jednotlivé díly v češtině vyšly v překladech Věry Kružíkové – Dva rody z Vargamäe, Indrek z Vargamäe a Naděždy Slabihoudové – Indrek a vzbouřenci, Indrek a Karin a Návrat na Vargamäe.

## Život
Anton Hansen se narodil v rolnické rodině na usedlosti Põhja-Tammsaare, podle níž si pak zvolil své umělecké jméno A. H. Tammsaare. Absolvoval vesnické základní školy a gymnázium v Tartu. Poté pracoval jako novinář v Tallinnu. Po porážce revoluce v roce 1905 studoval práva na univerzitě v Tartu, ale kvůli onemocnění tuberkulózou je nedokončil. Léčil se u estonských sedláků na Kavkaze a později žil u bratra v Koitjärve. V roce 1918 se odstěhoval do Tallinnu, kde se věnoval práci spisovatele. Stranil se společnosti, dokonce se nezúčastnil ani slavnostního odhalení svého pomníku či oficiálních oslav svých šedesátin.

## Dílo
A. H. Tammsaare v počátcích své tvorby navázal na ruský realismus v díle Raha-auk (překl.: Poklad) z roku 1907. Současně psal nacionalisticky laděnou psychologickou prózu, kterou zastupují díla Pikkad sammud (překl.: Dlouhé kroky) z r. 1908 a Noored hinged (překl.: Mladé duše) z r. 1909. Realismus a nacionalismus se střetávají v jeho díle Kõrboja peremees (překl.: Hospodář pro Kõrboju) z r. 1922. Zde se vesnické téma prolíná s otázkou budoucnosti estonského národa.
Vrcholem Tammsaareho tvorby je románová pentalogie Tõde ja õigus (překl.: Pravda a spravedlnost) vydaná mezi lety 1926–1935. Jedná se o rozsáhlé dílo, popisující život jednoho estonského rodu od 70. let 19. stol. do 20. let 20. stol. Jednotlivé díly jsou velice rozdílné, ale jsou provázány lidským hledáním pravdy a spravedlnosti.
V prvním díle pentalogie, který v češtině vyšel pod názvem Dva rody z Vargamäe, přichází sedlák Paas do nehostinného kraje, kde zakládá hospodářství a rodinu. Osada Vargamäe ale jako by všemi svými prostředky bojovala proti svému osídlení. Děj knihy je protkán smutkem, smrtí a pocitem bezútěšnosti z marného boje s nehostinnou přírodou. Hledání pravdy a spravedlnosti je zde demonstrováno na sousedských sporech.
Druhý díl Indrek z Vargamäe nás přivádí do života Indreka, syna hospodáře Paase, který se nehodí pro život sedláka, ale míří do města se vzdělávat. Kniha poskytuje popis soukromé městské školy v Estonsku na konci 19. století. Indrek si musí ve škole na studium přivydělávat a setkává se s velkým množstvím nejrůznějších lidí. Poznává, že pravda a spravedlnost rozhodně nejsou samozřejmostí. Tento díl je protkaný velkým množstvím nejrůznějších pouček a mouder, které jsou čtenáři předkládány prostřednictvím ředitele školy, pana Mauruse.
Ve třetím díle, který česky vyšel pod názvem Indrek a vzbouřenci, je již Indrek dospělý a musí školu pana Mauruse opustit. Potlouká se po Tartu a začne se aktivně účastnit nacionalistických bojů v rámci revoluce v roce 1905. Jedná se o velice dobrodružný popis revolučních bojů a estonského nacionalismu.
Čtvrtý díl tohoto ústředního díla estonské literatury, který v češtině vyšel pod názvem Indrek a Karin, nás přivádí do nově založené estonské republiky po 1. sv. válce, kde sledujeme Indrekovo manželství. To je plné neshod, které pramení z rozdílných politických názorů.
V závěrečném díle pentalogie s výmluvným názvem Návrat na Vargamäe se zestrálý Indrek vrací z města do své rodné vsi, aby zde našel klid v úmorné práci, stejně jako jeho otec v prvním díle pentalogie.
Po dopsání pentalogie Tõde ja õigus (překl.: Pravda a spravedlnost) se Tammsaare začal věnovat i milostným románům. V r. 1934 napsal román Elu ja armastus (překl.: Život a láska) a v r. 1935 román Ma armastasin sakslast (překl.: Miloval jsem Němku). Posledním Tammsaarovým dílem se stala groteska Põrgupõhja uus Vanapagan (překl.: Nový Satanáš z pekla), která vyšla v roce 1939.